# Stade Victor Boucquey
Stade Henri-Jooris was een stadion in Rijsel, Frankrijk. Het stadion werd gebruikt voor wedstrijden op het WK voetbal 1938. Olympique Lillois en Lille OSC speelden er hun thuiswedstrijden. 
Het stadion is in 1975 afgebroken.

## WK Interland
| № | Datum        | Wedstrijd               | Uitslag | Competitie          | Toeschouwers |
| - | ------------ | ----------------------- | ------- | ------------------- | ------------ |
| 1 | 12 juni 1938 | Zwitserland – Hongarije | 0 – 2   | WK 1938 Kwartfinale | 14.000       |

Stade du Fort Carré (Antibes) · Stade Vélodrome (Marseille) · Stade Municipal (Le Havre) · Stade Victor Boucquey (Lille) · Stade olympique Yves-du-Manoir (Parijs) · Parc des Princes (Parijs) · Stade Auguste-Delaune (Reims) · Stade de la Meinau (Straatsburg) · Parc Lescure (Bordeaux) · Stade Chapou (Toulouse)